# Well Well Well (låt)
Well Well Well är en sång av John Lennon, utgiven 1970 på albumet John Lennon/Plastic Ono Band.

## Musiker
- John Lennon - sång, gitarr
- Ringo Starr - trummor
- Klaus Voormann - bas